# Dumbría
Dumbría è un comune spagnolo di 3 291 abitanti situato nella comunità autonoma della Galizia.